# Ikeda Nagamasa
Pour les articles homonymes, voir Ikeda.
Ikeda Nagamasa est un nom japonais traditionnel ; le nom de famille (ou le nom d'école), Ikeda, précède donc le prénom (ou le nom d'artiste).
Ikeda Nagamasa (池田 長正, 1519-10 juin 1563) est un kokujin et commandant samouraï de l'époque Sengoku. Son père est Ikeda Nobumasa et sa mère une fille de Miyoshi Masanaga. Il a pour fils Ikeda Katsumasa et Ikeda Tomomasa.
En 1548, son père, Nobumasa, trahit Hosokawa Harumoto mais il est vaincu et contraint au suicide, raison pour laquelle Nagamasa lui succède à la tête de la maison. Il dirige toute la province de Settsu pendant un certain temps puis devient un des obligés de Miyoshi Nagayoshi après que celui-ci l'a défait au combat.
Après cela, il combat Yasumi Naomasa en tant que vassal du clan Miyoshi.
Après sa mort le 10 juin 1563, son fils ainé Ikeda Katsumasa lui succède.

## Source de la traduction
- (en) Cet article est partiellement ou en totalité issu de l’article de Wikipédia en anglais intitulé « Ikeda Nagamasa » (voir la liste des auteurs).